# Liste der Monuments historiques in Le Val-Larrey
Die Liste der Monuments historiques in Le Val-Larrey führt die Monuments historiques in der französischen Gemeinde Le Val-Larrey auf.

## Liste der Immobilien
| Bezeichnung                 | Beschreibung | Standort                                    | Kennzeichnung | Schutzstatus | Datum | Bild           |
| --------------------------- | --- | ------------------------------------------- | ------------- | ------------ | ----- | -------------- |
| Château de Bierre-lès-Semur | Schloss, 1749 erbaut; mit Wirtschaftsgebäuden und Parkanlage                                                    | Bierre-lès-Semur, nördlich des Ortes (Lage) | PA00112139    | Inscrit      | 1946  | weitere Bilder |
| Kirche St-Léonard           | ab dem 16. Jahrhundert                                                                                          | Bierre-lès-Semur, (Lage)                    | PA00112140    | Inscrit      | 1987  | weitere Bilder |
| Château de Flée             | aus dem 18. Jahrhundert; mit Eingangspavillons, Wirtschaftsgebäuden, Parkanlage und Teilen der Inneneinrichtung | Flée, rue des Grumilières (Lage)            | PA00112459    | Inscrit      | 1983  | weitere Bilder |

## Liste der Objekte
| Bezeichnung                | Beschreibung                                                    | Standort                                          | Kennzeichnung | Schutzstatus | Datum | Bild |
| -------------------------- | --------------------------------------------------------------- | ------------------------------------------------- | ------------- | ------------ | ----- | ---- |
| Wandvertäfelung der Kirche | Holz, bemalt, zweite Hälfte des 18. Jahrhunderts                | Bierre-lès-Semur, in der Kirche St-Léonard (Lage) | PM21000329    | Classé       | 1931  |      |
| Glocke                     | Bronze, 1741 gegossen                                           | Bierre-lès-Semur, in der Kirche St-Léonard (Lage) | PM21000330    | Classé       | 1943  |      |
| Zwei Kariatiden            | Holz, Stuck, farbig gefasst, zweite Hälfte des 18. Jahrhunderts | Bierre-lès-Semur, in der Kirche St-Léonard (Lage) | PM21000331    | Classé       | 1967  |      |
| Kirchenfenster             | Buntglas, 16. bis 18. Jahrhundert, modern montiert              | Flée, in der Kirche St-Symphorien (Lage)          | PM21001232    | Classé       | 1967  |      |